# Margaromma nitida
Margaromma nitida är en spindelart som beskrevs av Tord Tamerlan Teodor Thorell 1899. Margaromma nitida ingår i släktet Margaromma och familjen hoppspindlar. Inga underarter finns listade i Catalogue of Life.